# Estación Horto Florestal
La Estación Horto Florestal es una de las diecinueve estaciones de metro de Belo Horizonte. Está localizada en la región de Horto y Sagrada Familia, en la región este de la ciudad.